# Bintang (biermerk)
Bintang (van het Indonesische bintang: ster) is een biermerk in Indonesië dat wordt geproduceerd door Heineken Asia Pacific. Het is een pilsener bier met een lichtgele kleur en een alcoholpercentage van 4,7%. De smaak wordt vaak vergeleken met die van Heineken. Ook de rode ster op de fles van Bintang lijkt op die van Heineken. Bintang maakt ook alcoholvrij bier en Radler.
Bintang behoort met Anker tot de bekendste Indonesische biermerken. 

## Geschiedenis
De brouwerij "NV Nederlandsch Indische Bierbrouwerijen" werd in 1929 in Soerabaja door Heineken gebouwd en het verkochte bier heette Java Bier. In 1949, nadat Indonesië onafhankelijk was geworden, werd de brouwerij hernoemd in "Heinekens Indonesische Brouwerij Maatschappij". In 1957 nationaliseerde de Indonesische regering de brouwerij en voerde daar de leiding in de daaropvolgende tien jaar. De naam van het bier veranderde in 'Bintang'. In 1967 hervatte Heineken de productie en veranderde de naam later in "Multi Bintang Indonesia". 